# Tramway da Cantareira
O Tramway da Cantareira ou Estrada de Ferro Cantareira foi uma ferrovia urbana de trens de carga e passageiros, que operou no município de São Paulo, entre o bairro do Pari e a Cantareira (pouco além do atual bairro do Tremembé), além de um ramal que seguia até o município de Guarulhos. Iniciou suas operações no fim do século XIX e permaneceu ativa até 1965, quando foi suprimida pelo transporte rodoviário. Hoje, parte do trajeto é executado pela Linha 1-Azul do Metrô de São Paulo.

## Histórico

### Os primeiros anos
A Estrada de Ferro Cantareira foi construída em 1893 pela Comissão de Saneamento do Estado de São Paulo, dirigida então por João Pereira Ferraz, para transporte de materiais que seriam utilizados na construção da adutora, que traria água do reservatório da Cantareira para o município de São Paulo em uma época em que os problemas de abastecimento na cidade eram frequentes e não conseguia acompanhar o crescimento da cidade.
Sua construção teve início em 1º de fevereiro de 1893 e, já em novembro desse mesmo ano, começou a funcionar, dedicando-se a auxiliar nas obras para a captação dos mananciais da Cantareira. No dia 23 de setembro de 1894, começou, também, a transportar passageiros.
No dia de sua inauguração, diversas autoridades na época marcaram presença nestes trilhos que representariam o início do desenvolvimento da zona norte da capital, são elas: o arquiteto Ramos de Azevedo, Bernardino de Campos, José Pereira Rebouças e Cerqueira César.
Inicialmente suas viagens abertas aos passageiros foram recreativas. Dois meses depois, no entanto, elas já se tornaram diárias para transportar passageiros aos bairros da periferia de São Paulo e pequenos agricultores que faziam o transporte de frutas, legumes e demais mercadorias de seus sítios e chácaras para o centro da capital, onde seriam comercializadas. Além disso, por fazer ponto final no atual centro velho de São Paulo, os passageiros do Trenzinho da Cantareira precisavam descer no Largo São Bento ou na Avenida Tiradentes e, de lá, pegarem um bonde elétrico rumo aos distritos da zona sul.
O trecho inicial partia da Estação Pari da São Paulo Railway (SPR), no Pari, e seguia em direção Norte até o sopé da Serra da Cantareira, pouco além do que é hoje o bairro do Tremembé, zona norte de São Paulo, cuja estação estava localizada na atual praça Dona Mariquinha Sciascia. Inicialmente a ferrovia utilizava bitola estreita (60 cm) e uma locomotiva movida a lenha. 

### O surgimento dos ramais

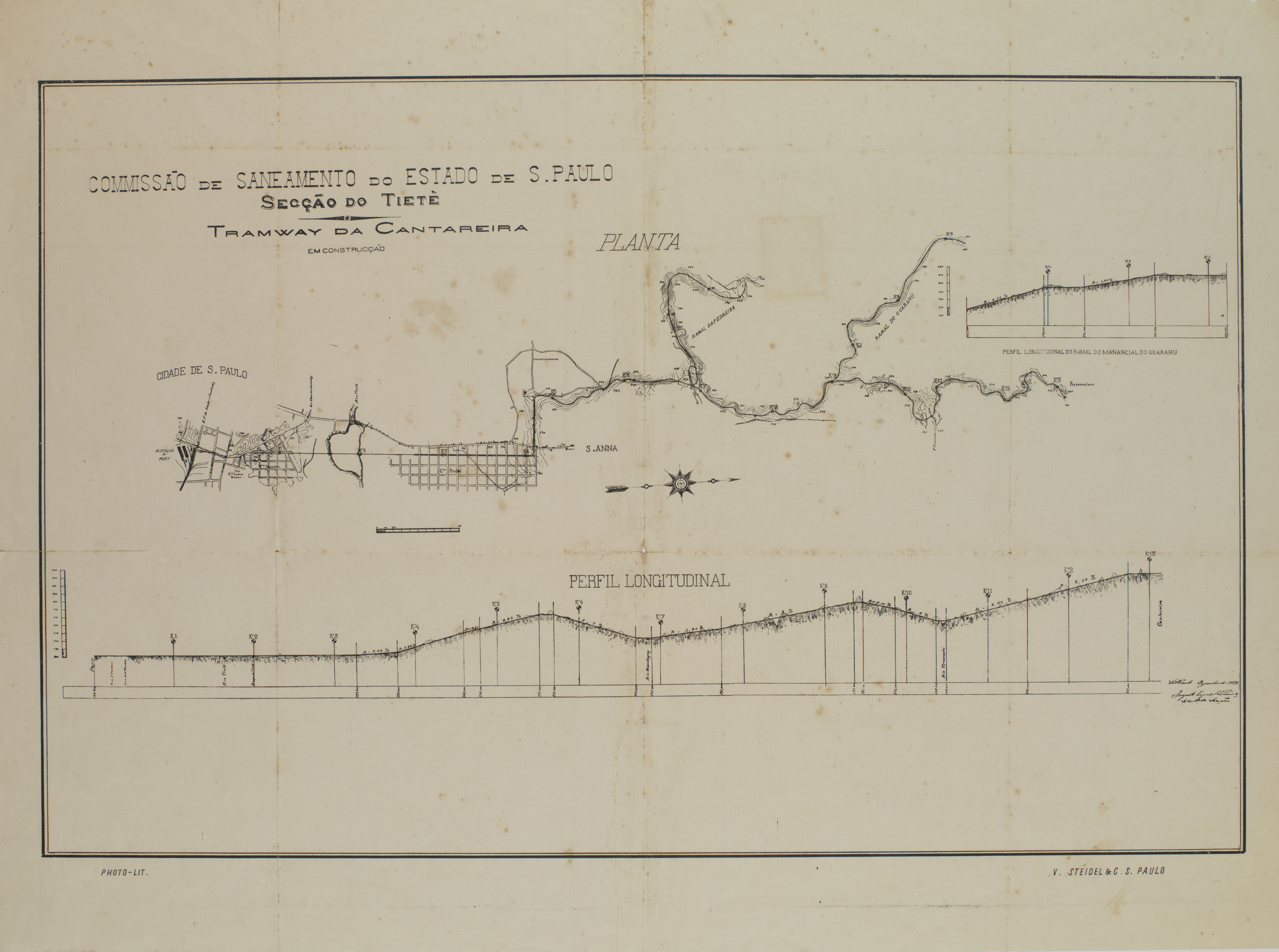
Planta inicial do projeto Tramway da Cantareira. Obra integra o acervo do Museu Paulista da USP

Pouco mais de uma década depois, em 1908 foi aberto o Ramal da Pedra Branca, partindo da Estação Invernada para atender a pedreira Pedra Branca, no local de mesmo nome. Posteriormente, seus trilhos foram prolongados até voltar a Linha Tronco, na altura da Parada Sete, pouco antes da Estação Tremembé. O ramal fazia então uma grande curva de 180 graus, por cerca de 5 quilômetros, passando em frente ao Horto Florestal de São Paulo, e logo passou a ser chamado de Ramal do Horto. Neste ramal, funcionaram as estações Nova Parada Sete, Horto Florestal, Pedra Branca, Parque Modelo e Parada Pinto — de onde saía uma bifurcação rumo à estação Tremembé.
Também em 1908 iniciou-se a construção do Ramal Guapira, que partia da Linha Tronco na Estação Areal, em frente da antiga Casa de Detenção (onde hoje fica a Estação Carandiru do Metrô de São Paulo), e chegava até o Asilo dos Inválidos (atual Hospital Geriátrico e de Convalescentes D. Pedro II) no Guapira, atual bairro do Jaçanã. Somente em 1913 foi aberta a primeira estação intermediária, Tucuruvi, e aos poucos outras estações passaram a ser abertas ao longo do ramal. Em 1915, o Ramal Guapira chegou até a Estação Guarulhos, no centro de Guarulhos, e logo passou a ser chamado de Ramal de Guarulhos, fazendo terminal em Cumbica — na época, ainda não existia o Aeroporto Internacional de Guarulhos (inaugurado somente em 1985). Um dado curioso é que este ramal, mesmo não sendo o trecho principal da estrada de ferro, foi considerado o maior em extensão com cerca de 20,7 km de trilhos, cortando os bairros do Jaçanã, Parada Inglesa, Tucuruvi, Vila Galvão, até adentrar o município de Guarulhos.
Em 1918, mudou-se a estação terminal do Parque Dom Pedro II para a Estação Tamanduateí-Nova (não confundir com a atual Estação Tamanduateí), que ficava próxima ao Liceu de Artes e Ofícios de São Paulo.
Planta inicial do projeto Tramway da Cantareira. Obra integra o acervo do Museu Paulista da USP.
Já em 1920, a E.F. Cantareira era deficitária e o Governo do Estado de São Paulo tentou vendê-la a investidores, mas não houve interessados. Entretanto, o trem era o único meio de transporte até os bairros mais afastados da região Norte e não era possível extingui-lo.

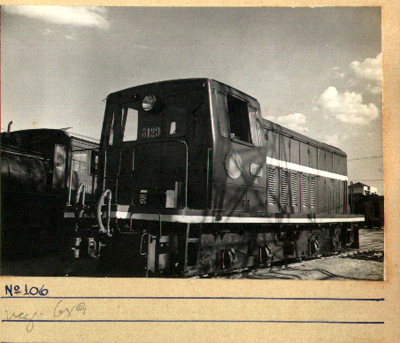
Uma das seis locomotivas diesel adquiridas pela Sorocabana para a frota do Trem da Cantareira, 1958

Em 1941, a companhia foi incorporada à Estrada de Ferro Sorocabana (EFS), com o objetivo de modernizá-la e implantar a eletrificação. Naquele ano, o transporte de passageiros pelo ramal atingiu seu ápice com mais de 4 milhões de pessoas transportadas. No início do anos 1940, o Ministério da Guerra procurava um local para construir a Base Aérea de São Paulo, sendo escolhida a região de Cumbica em Guarulhos. Uma das diversas razões da escolha de Guarulhos foi o fato ser servida por uma ferrovia, sendo que o projeto previa um prolongamento do Ramal de Guarulhos até a Base Aérea de Cumbica para trazer o material, principalmente pedras das pedreiras da Serra da Cantareira. A extensão da linha foi executada em 1942, porém a Estação Cumbica foi inaugurada apenas em 1947 após a conclusão da Base Aérea.
Mesmo sob a administração da EFS, a situação da ferrovia não se alterou muito, pois a bitola estreita (60 cm) somente foi substituída pela bitola métrica (1,00 m) em 1947, no trecho Tamanduateí-Areal e o Ramal de Guarulhos. O trecho Areal-Cantareira da Linha Tronco, passou para bitola métrica apenas em 1959, enquanto a projetada eletrificação nunca foi implantada na ferrovia. Neste ramal, inclusive, em 1958, operou pela primeira vez uma locomotiva diesel em substituição às lendárias máquinas a vapor. Em 1959 a frota do Trem da Cantareira era composta de seis locomotivas diesel e trinta e dois carros de passageiros retirados do trem subúrbio da Sorocabana.

### Extinção
| Movimento anual de passageiros (em milhões)                                                                                              |
| |
| Fontes: Relatórios armazenados no Arquivo Público (1895-1966), - (a) Recorde de pass. transportados - (b) Ferrovia extinta em 31 de maio |

No início de 1964, começou o desmonte da linha, sendo suprimido inicialmente o trecho entre a Estação Tamanduateí e a Estação Areal, para as obras de alargamento da Avenida Cruzeiro do Sul. A linha Areal-Cantareira foi desativada em novembro do mesmo ano, juntamente com o Ramal do Horto. O motivo pelo qual isso ocorreu foi a constante queda no número de usuários transportados periodicamente pela ferrovia, que foi usada apenas por 2 mil pessoas em seus dias finais. Dessa forma, era praticamente impossível o Tramway da Cantareira manter o pagamento de todas as despesas envolvendo funcionários e manutenção, deixando sua operação totalmente inviável para prosseguir.
O encerramento das atividades foi inevitável: na manhã de 31 de maio de 1965, a Folha de S.Paulo anunciava "Corre hoje o último trem de Tucuruvi a Guarulhos”, encerrando um ciclo de mais de sete décadas de transporte ferroviário na zona norte de São Paulo e no município de Guarulhos. Na época, o motivo da desativação foi o alargamento das pistas da avenida Cruzeiro do Sul — uma das principais da região e que, anos mais tarde, passaria a abrigar um trecho elevado da Linha 1-Azul do Metrô de São Paulo. O horário de saída do último trem a percorrer aqueles trilhos estava marcado para às 20h20 e assim ocorreu.
Dias após a desativação do ramal, era possível avistar as velhas e amadas locomotivas a vapor serem transportadas em cima de caminhões e, assim, terem sua aposentadoria em nome do progresso que cada vez mais tomava conta da zona norte. Posteriormente, os trilhos foram retirados e as estações foram demolidas.

### Atualmente
Dez anos após a desativação do Tramway, em 1975, a linha 1-Azul do Metrô passou a percorrer parte do antigo traçado do Trenzinho até a estação Santana em um trecho de 20 estações, interligando à zona norte ao centro e zona sul da capital. Posteriormente, em 1998, o ramal foi estendido até o Tucuruvi e ali permanece até hoje. Mesmo existindo projetos de expansão da linha até o Jaçanã, atualmente essa hipótese está descartada.
Além disso, após pouco mais de cinco décadas da desativação do Trenzinho da Cantareira, São Paulo voltou a ser interligada por trilhos ao município de Guarulhos em março de 2018. Isso porque, no dia 31 daquele mês, o então governador Geraldo Alckmin inaugurou a linha 13-Jade da CPTM com três estações e 12,2 km de extensão. O ramal, que parte da estação Engenheiro Goulart, na Zona Leste de São Paulo, passa por um viaduto estaiado sobre o rio Tietê e pela estação Guarulhos-Cecap até chegar na estação Aeroporto-Guarulhos.
Ainda, em horários específicos, o "trem do aeroporto" parte das estações Brás e Luz pelos serviços Connect e CPTM-Airport Express em direção ao bairro de Cumbica. Há estudos, inclusive, de estender o ramal em direção ao bairro de Bonsucesso, em Guarulhos. Tudo isso leva os guarulhenses a se conectarem com os paulistanos novamente pelos trilhos após 53 anos percorrendo o trajeto de ônibus.

## Relatos de passageiros da lendária ferrovia
Aos domingos, os intervalos do Trenzinho da Cantareira, único meio de transporte disponível na época para quem desejava ir de Guarulhos e da Zona Norte de São Paulo para o centro da capital, beiravam três horas e sempre obedeciam horários de partida previamente programados. Ao sair do Tremembé, em direção ao Parque Estadual da Cantareira, não era muito difícil encontrar animais selvagens no meio do mato observando a locomotiva a vapor rasgar os trilhos. Já quando se aproximava do parque, comumente se via famílias realizando piqueniques e curtindo um pouco da natureza em meio ao cheiro de carvão deixado no ar pelo lendário comboio.
Assim como em todas as estradas de ferro brasileiras que faziam uso de locomotivas a vapor, o Tramway da Cantareira deixava sua marca registrada pelos lugares onde passava e, até mesmo, nas vestimentas dos passageiros. Inclusive, era muito comum que os passageiros regulares do trenzinho tivessem que conviver com pequenos furos em suas roupas provocados, principalmente, pela fagulha do trem que sempre adentrava pela janela do vagão. Além disso, durante o desembarque nas estações, os usuários presenciavam o escurecimento de suas roupas claras feito pela  intensa fumaça que saía das chaminés da composição. "Minhas roupas viviam furadas. Não tinha jeito. (...) Era um tipo de marca e, às vezes, eu ficava bravo com isso", relembra saudosamente Silvio Bittencourt, ex-passageiro do ramal e fundador do Museu Memória do Jaçanã.
Quando a locomotiva estava prestes a passar, os passageiros não deixavam de avisar e aproveitar para brincarem com as donas de casa instaladas nos sítios e chácaras situados às margens dos trilhos. O motivo? Quando o trem passava, uma cortina de fumaça se formava no ar a ponto de escurecer e sujar, ao mesmo tempo, todas as roupas penduradas nos varais do quintal, deixando as mulheres furiosas. Enquanto zombavam, os usuários apreciavam uma vista privilegiada do Rio Tietê, dos patos e garças nas águas e a sensação única de admirar a natureza enquanto a velha senhora cumpria sua missão de levar centenas de pessoas ao seu destino.
Já Joaquim dos Santos, ex-maquinista, foguista e limpa-trilhos do Tramway, relatava que muitos passageiros batizaram-no como "trem casamenteiro". Isso porque, segundo seu relato, durante uma das passagens pela estação Tucuruvi, o condutor da locomotiva avistou uma mulher no quintal de uma das casas. A partir daí, toda vez que o jovem funcionário cortava aquela região, fazia um gesto tímido para aquela mulher chamada Josefa e, com o tempo, começou a apitar toda vez em que se aproximava. O resultado? Mesmo com alguns empecilhos, Joaquim e Josefa se casaram e permaneciam casados até a data do depoimento em 2015.

## Trajeto
O Tramway da Cantareira contava com trinta estações situadas na linha principal e nos ramais do Horto e de Guarulhos. Todas tinham como estação inicial a Tamanduateí (Mercado) e, ao longo do trajeto, cortavam os bairros de Santana, Tucuruvi, Jaçanã, dentre outros.
|  | Unknown route-map component "exKBHFa" |

|  | Unknown route-map component "exHST" |  | Airport |

|  | Unknown route-map component "exBHF" |  | Unknown route-map component "exKBHFa" |

|  | Unknown route-map component "exHST" |  | Unknown route-map component "exBHF" |

| Unknown route-map component "exSTR+l" | Unknown route-map component "exABZgr" |  | Unknown route-map component "exBHF" |

| Unknown route-map component "exHST" | Unknown route-map component "exSTR" |  | Unknown route-map component "exBHF" |

| Unknown route-map component "exBHF" | Unknown route-map component "exSTR" |  | Unknown route-map component "exBHF" |

| Unknown route-map component "exBHF" | Unknown route-map component "exSTR" |  | Unknown route-map component "exBHF" |

| Unknown route-map component "exBHF" | Unknown route-map component "exSTR" |  | Unknown route-map component "exSTR+GRZq" |

| Unknown route-map component "exHST" | Unknown route-map component "exSTR" |  | Unknown route-map component "exhKRZWae" |

| Unknown route-map component "exSTRl" | Unknown route-map component "exABZg+r" |  | Unknown route-map component "exBHF" |

|  | Unknown route-map component "exBHF" |  | Unknown route-map component "exBHF" |

|  | Unknown route-map component "exBHF" |  | Unknown route-map component "exBHF" |

|  | Unknown route-map component "exBHF" |  | Unknown route-map component "exBHF" |

|  | Unknown route-map component "exBHF" |  | Unknown route-map component "exBHF" |

|  | Unknown route-map component "exBHF" |  | Unknown route-map component "exBHF" |

|  | Unknown route-map component "exABZg+l" | Unknown route-map component "exSTRq" | Unknown route-map component "exSTRr" |

|  | Unknown route-map component "exBHF" |

|  | Unknown route-map component "exhKRZWae" |

|  | Unknown route-map component "exBHF" |

|  | Unknown route-map component "exHST" |

|  | Unknown route-map component "exBHF" |

|  | Unknown route-map component "exSHI4gl+lq" |

|  | Unknown route-map component "exKBHFa" |

|  | Unknown route-map component "exHST" |  | Airport |

|  | Unknown route-map component "exBHF" |  | Unknown route-map component "exKBHFa" |

|  | Unknown route-map component "exHST" |  | Unknown route-map component "exBHF" |

| Unknown route-map component "exSTR+l" | Unknown route-map component "exABZgr" |  | Unknown route-map component "exBHF" |

| Unknown route-map component "exHST" | Unknown route-map component "exSTR" |  | Unknown route-map component "exBHF" |

| Unknown route-map component "exBHF" | Unknown route-map component "exSTR" |  | Unknown route-map component "exBHF" |

| Unknown route-map component "exBHF" | Unknown route-map component "exSTR" |  | Unknown route-map component "exBHF" |

| Unknown route-map component "exBHF" | Unknown route-map component "exSTR" |  | Unknown route-map component "exSTR+GRZq" |

| Unknown route-map component "exHST" | Unknown route-map component "exSTR" |  | Unknown route-map component "exhKRZWae" |

| Unknown route-map component "exSTRl" | Unknown route-map component "exABZg+r" |  | Unknown route-map component "exBHF" |

|  | Unknown route-map component "exBHF" |  | Unknown route-map component "exBHF" |

|  | Unknown route-map component "exBHF" |  | Unknown route-map component "exBHF" |

|  | Unknown route-map component "exBHF" |  | Unknown route-map component "exBHF" |

|  | Unknown route-map component "exBHF" |  | Unknown route-map component "exBHF" |

|  | Unknown route-map component "exBHF" |  | Unknown route-map component "exBHF" |

|  | Unknown route-map component "exABZg+l" | Unknown route-map component "exSTRq" | Unknown route-map component "exSTRr" |

|  | Unknown route-map component "exBHF" |

|  | Unknown route-map component "exhKRZWae" |

|  | Unknown route-map component "exBHF" |

|  | Unknown route-map component "exHST" |

|  | Unknown route-map component "exBHF" |

|  | Unknown route-map component "exSHI4gl+lq" |

### Linha tronco principal
- Mercado:[11] operou entre 1902 e 1918 e era a primeira estação da linha. Em 1912, havia seis partidas diárias em direção à Cantareira em horários pré-estipulados: 6h, 8h20, 11h, 13h20, 16h20 e 17h40. Atualmente, encontra-se demolida;
- Parada Zero (São Caetano):[12] operou entre 1894 e 1918 e se situava no km 2 da linha. Antes da inauguração da estação Mercado, era o ponto inicial dos trens em direção a Guarulhos. Hoje, encontra-se demolida;
- Tamanduateí-Cantareira:[13] funcionou entre 1918 e 1941 e, posteriormente, foi repassada para a Estrada de Ferro Sorocabana que a manteve ativa até 1964. Situava-se no cruzamento entre da ruas João Teodoro e da Cantareira, onde atualmente se inicia a Avenida Cruzeiro do Sul;
- Areal:[14] operou entre 1910 e 1965, sendo que em 1941 foi repassada para a EFS. Apesar de ter sido inaugurada em 1910, a estação só recebeu a estrutura definitiva em 1928, quando as paredes cobertas deram lugar a uma mais completa infraestrutura. O prédio foi demolido em 1966. Na área onde ficava a estação, atualmente funciona a Estação Carandiru da Linha 1 do Metrô;
- Santana:[15] funcionou entre 1910 e 1964, sendo repassada à EFS em 1941. Situada no km 3,8 da linha tronco, o prédio foi demolido um ano após sua desativação em 1965;
- Quartel:[16] foi uma das estações mais novas da linha, inaugurada em 1941 — mesmo ano em que foi repassada para a EFS. Hoje demolida, a estação ficava localizada na Rua Alfredo Pujol, próximo a um quartel do exército;
- Santa Terezinha (Chora Menino):[17] operou entre 1917 e 1964 na atual rua Cônego Manoel Vaz. Distante 5,2 km do início da linha, a parada encontra-se demolida;
- Mandaqui:[18] foi uma das estações mais duradouras da linha e operou entre 1895 e 1964. Mesmo desativada em meados da década de 1960, o prédio permaneceu em pé até 1999 no cruzamento entre a Avenida Engenheiro Caetano Álvares e a Rua Voluntários da Pátria;
- Invernada:[19] operou entre 1908 e 1964, sendo repassada para a EFS em 1941. Sua existência se deve, principalmente, pela existência do ramal Pedra Branca prolongado até o Horto Florestal posteriormente. Sua demolição ocorreu em 2007 — pouco mais de 40 anos de sua desativação;
- Parada Sete:[20] iniciou suas operações em 1894, encerrando as atividades em 1927. O motivo pelo qual teve seu fechamento precoce foi a distância entre ela e a estação Tremembé (apenas 700 metros). Hoje, encontra-se demolida;
- Tremembé - Cantareira:[21] funcionou entre 1895 e 1964, sendo repassada para a EFS em 1964. Uma das paradas mais fotografadas do Tramway, seu nome deu origem ao atual bairro da zona norte de São Paulo. Hoje, encontra-se demolida;
- Parada Santa:[22] era a penúltima estação da linha tronco e foi construída no início da década de 1940, permanecendo ativa até 1964 quando o ramal foi desativado. Hoje, caso não tivesse sido demolida, o Rodoanel Mário Covas cruzaria com a parada;
- Cantareira:[23] a última estação da linha tronco ficava distante 12,5 km do ponto inicial no Mercado. Sua construção foi em 1893 e permaneceu ativa até 1964, quando foi desativada junto com os trilhos. Hoje, é uma das poucas que resiste ao tempo e abriga um depósito da Sabesp.

### Ramal do Horto
- Nova Parada Sete:[24] inaugurada em 1928, a estação funcionou até 1964. Sua distância em relação à também chamada Parada Sete era de, aproximadamente dez minutos, e era muito usada por conta do próprio Ramal do Horto ter mais demanda se comparado ao trecho principal. Atualmente, está demolida;
- Horto Florestal:[25] operou entre 1906 e 1964 e recebeu esse nome justamente por ficar a, aproximadamente, 100 metros do Horto Florestal de São Paulo. Após sua desativação em 1964, foi demolida;
- Pedra Branca:[26] funcionou entre o início da década de 1940 até 1964 quando foi desativada junto com o ramal. Hoje, encontra-se demolida;
- Parque Modelo:[27] inaugurada em 1937, a penúltima parada do Ramal do Horto funcionou até 1964. Por incrível que pareça, o prédio ainda encontra-se em pé — em ruínas — junto com algumas casas ferroviárias e os dois andares da casa do chefe da estação,
- Parada Pinto:[28] foi a última estação do Ramal do Horto antes dele se cruzar novamente com o trecho principal. Mesmo não sabendo-se da data exata de sua construção, o prédio funcionou até meados da década de 1940 e, hoje, encontra-se demolido.

### Ramal de Guarulhos
- Carandiru:[29] inaugurada em 1927, a estação era a primeira do Ramal de Guarulhos e funcionou até 1965. Em 1950, inclusive, uma locomotiva a vapor derrubou fagulhas de fumaça sobre o telhado da estação, destruindo por inteiro o telhado. Sua demolição ocorreu no início dos anos 1980 com a construção da avenida Luiz Dumont Villares;
- Vila Paulicéia:[30] datada de 1922, a parada funcionou até 1965 quando foi desativada junto com o ramal. Nos anos seguintes, assim como a maioria das estações, foi demolida;
- Parada Ingleza:[31] de mesmo nome que a atual estação da Linha 1-Azul do Metrô, a parada foi inaugurada em 1927 e operou até 1965 quando foi demolida. Um dado curioso é que, em 1962, uma caminhonete roubada foi deixada sobre os trilhos da estação e acabou sendo atingida pelo trem, provocando um acidente;
- Tucuruvi:[32] atual terminal da Linha 1 do Metrô, a estação Tucuruvi do Tramway nada se parece com a atual integrada ao shopping de mesmo nome. Inaugurada em 1º de dezembro de 1913, a parada permaneceu em pé até os últimos dias do trenzinho, quando foi demolida posteriormente;
- Vila Mazzei:[33] operou entre 1921 e 1965 e recebeu esse nome justamente porque foi construída por Manuel Mazzei e doada ao Estado posteriormente. Hoje, encontra-se demolida;
- Jaçanã:[34] a parada imortalizada por Adoniran Barbosa foi construída em 1910 e operou até 1965. Uma curiosidade sobre a parada é que o último trem a estacionar por ali partia às 20h30 — e não 23h como diz a letra do clássico samba. Porém, mesmo recebendo essa homenagem, acabou sendo demolida em 1966;
- Vila Galvão:[35] é a primeira estação do ramal a estar situada propriamente em Guarulhos. Sua construção data de 1915 e operou comercialmente por exatos 50 anos, quando foi desativada em 1965. Hoje, encontra-se demolida;
- Torres Tibagy:[36] operou entre 1931 e 1965 no município de Guarulhos. Foi desativada e demolida junto com as outras estações. Ficava localizada onde hoje há a parada Júlio Prestes do Corredor Metropolitano Guarulhos–São Paulo;
- Gopoúva:[37] terceira estação do ramal situada em Guarulhos, Gopoúva foi construída em 1922 e foi desativada em 1965 junto com o ramal, posteriormente foi demolida. Ficava localizada onde hoje está a parada Emílio Ribas do Corredor Metropolitano Guarulhos–São Paulo;
- Vila Augusta:[38] alguns afirmam que sua inauguração foi em 24 de dezembro de 1915, outros dizem que já foi em 1916. Sua serventia era basicamente para os trabalhadores dos arredores e da Indústria Fracalanza — situada próximo da estação. Mesmo desativada em 1965, sua demolição foi concluída apenas em 2008;
- Guarulhos:[39] a principal estação da cidade era a penúltima do ramal e era o terminal para os trens de passageiros. Foi inaugurada em 1915 e repassada para a Estrada de Ferro Sorocabana em 1941. Sua desativação ocorreu em 1965 e, três anos mais tarde, foi demolida. Hoje, uma réplica do prédio no mesmo local serve de abrigo para a Guarda Civil Metropolitana,
- Cumbica:[40] a última estação da linha servia apenas para transportar militares rumo à Base Aérea de Cumbica. Sua desativação se deu em 1965 e, hoje em dia, abriga a lavanderia da Base Aérea.

## Acidentes
- 25 de março de 1944 - Acidente ferroviário de Tucuruvi

## Legado e imortalização de Adoniran Barbosa
O Tramway da Cantareira, como mencionado acima, foi imortalizado na canção Trem das Onze, composta por Adoniran Barbosa. Na letra, é possível verificar que o último trem partia do Jaçanã às 23h e que, depois desse horário, era preciso esperar até a manhã seguinte para embarcar. Contudo, o Trenzinho nunca saiu a esse horário exato daquela estação, ao contrário do que muitos pensam; e nem sequer o compositor residia naquele bairro da zona norte da capital, apenas trabalhava nas redondezas e desembarcava diariamente na estação Vila Mazzei. Todavia, nada impediu o sucesso e a consequente apreciação desse samba pelos paulistanos.

O samba ocupou as primeiras colocações na rádio em 1964, quando foi lançada — um ano antes da desativação da ferrovia. Além disso, até hoje serve de inspiração para diversos casais que se conheceram no leito férreo, como é o caso de dona Herminda e Ismael em 1952. "Quando a locomotiva chegava, corriam para me segurar um lugar. Eu sempre escolhia o assento que Ismael guardava.", afirma a matriarca.